# Telmatoscopus membraga
Telmatoscopus membraga és una espècie d'insecte dípter pertanyent a la família dels psicòdids.

## Descripció
- Mascle: ales força amples i arrodonides; sutura interocular arquejada; occipuci lleument protuberant; front amb una àrea triangular pilosa i una franja que s'estén gairebé fins a la sutura interocular; palp núm. 2 molt gran; edeagus asimètric i amb l'àpex una mica esclerotitzat i punxegut; ales de 2,15 mm de longitud i 1,30 d'amplada.
- La femella no ha estat encara descrita.[3]

## Distribució geogràfica
Es troba a Indonèsia: Papua Occidental.